# Playing Place
Playing Place – osada w Anglii, w Kornwalii, w dystrykcie (unitary authority) Kornwalia. Leży 4,1 km od miasta Truro, 12 km od miasta Redruth i 378,7 km od Londynu. W 2015 miejscowość liczyła 755 mieszkańców.